# Antonov An-24
El Antónov An-24 (designación OTAN: Coke) es un avión de transporte propulsado por dos turbohélices y con capacidad para 44 asientos fabricado en la Unión Soviética por la compañía Antónov.

## Diseño y desarrollo
Su primer vuelo fue en 1958. Se construyeron más de 1000 An-24, y aún siguen más de 880 en servicio activo alrededor del mundo, mayormente en la CEI y África.
Fue diseñado para reemplazar al viejo Il-14 en distancias cortas y medias, siendo este diseñado para operar en pistas sin pavimentar y a muy bajas temperaturas. El diseño de ala alta protege los motores y las palas de los escombros que se levantan al aterrizar en pistas de tierra. Además, requiere de un mínimo mantenimiento y poco equipo de tierra. 
Gracias a su fuselaje resistente y buen rendimiento, el An-24 se ha adaptado para llevar a cabo muchas misiones secundarias, tales como el reconocimiento en zonas árticas y como banco de pruebas para distintos tipos de motores y hélices. Así como también sirvió de base para el desarrollo del avión de transporte táctico An-26, el avión de reconocimiento An-30 y el avión de transporte táctico con motores más potentes An-32. También ha habido propuestas de crear un avión cuatrimotor a reacción para distancias cortas y medias usando como base el An-24.
La línea de producción principal se encontraba en Kiev, en la actual Planta de Aviación de Aviant, en la cual se fabricaron 985 aviones, en Ulan Ude se fabricaron 180 aviones y en Irkutsk se fabricaron 197. La producción en la URSS cesó en 1978.
Actualmente aún es producido bajo licencia en China por la Xi'an Aircraft Industrial Corporation con la denominación de Xian [Yunshuji] Y7. La fabricación del Y7 para uso civil ha cesado y ha sido sustituida por la del Xian MA-60 con motores y aviónica occidental.

## Variantes
An-24
Diseño original y prototipos. Un avión bimotor de pasajeros con capacidad para 44 personas.
An-24A
(Primera versión) Versión que utilizaba los motores Kuznetsov NK-4. La fabricación de esta versión cesó cuando los NK-4 dejaron de fabricarse.
An-24A
(Segunda versión) Avión bimotor de 50 puestos construidos en Kiev, en el cual el tubo de escape APU se movió a la punta de la góndola de estribor.
An-24ALK (Avtomatizírovannaya Lyótnovo Kontrolya-Sistema de control de vuelo automático)
Varios An-24 se modificaron para las tareas de calibración de ayudas de navegación. Estos eran An-24LR que fueron equipados con una fuente de luz foto-teodolito.
An-24AT
Fue un proyecto presentado en 1962, en el cual el avión tenía una rampa de carga trasera y utilizaba motores Isotov TV2-117DS.
An-24AT-RD (RD - Reaktívnyie Dvígateli - motores a reacción)
Consistía de una An-24AT con dos motores turborreactores montados en la parte externa del ala y una rampa de carga general.
An-24AT-U (Ooskoriteli - refuerzos)
Fue un proyecto propuesto en 1966 en el cual al avión se le instalaban tres o cinco tanques PRD-63(Porojovoy Raketny Dvígatel-Motor cohete de pólvora) JATO con un área de carga más amplia y tres paracaídas de frenado.
An-24B
Fue la segunda versión del An-24, en la cual se agregaron dos ventanas extras a cada lado y con el sistema de despliegue de flaps modificado para operar a muy bajas temperaturas. Se fabricaron varios aviones con cuatro tanques de combustible extra en las alas y la parte interior del fuselaje, estos irían a parar como transportes tácticos en la Fuerza Aérea de la Unión Soviética.
An-24D
Fue una versión de largo alcance propuesta en 1970, en la cual aparte de aumentarse la autonomía del avión mediante la instalación de tanque principales más grandes y la adición de tanques más pequeños bajo el fuselaje, también se aumentó la capacidad de pasajeros a 60. Esta versión utilizaría los motores a reacción RU-19 ubicados en los extremos de las alas, sirviendo de complemento a los motores turbohélice originales del avión.
An-24LL (Letyushchaya Laborotoriya-Laboratorio volante)
A pesar de que la extensión LL se aplica en los aviones, generalmente, cuando se trata de un banco de pruebas, en el An-24 se utilizó para denominar una versión que era un laboratorio volante, en el cual se efectuaban pruebas meteorológicas, que se utilizarían para mejorar el diseño de las aeronaves que se encuentren en fase de diseño o de inicio de producción, como también sirvió de avión de pruebas para distintos tipos de radares meteorológicos que posteriormente serían instalados en aviones de combate y aviones comerciales manufacturados en todo el antiguo Bloque Comunista.
An-24LP (LesoPozharnyy-Combate de incendios forestales)
Tres An-24 fueron convertidos en aviones contra incendios y bombarderos de nubes, mediante la instalación de un compartimiento en la cabina en el cual había detectores de humo y llamas, cámaras termográficas, capacidad para lanzar bengalas, capacidad para transportar bomberos paracaidistas y también fueron equipados con un tanque de agua en el centro del fuselaje, el cual tenía una capacidad de 50.000 L de agua o químicos contra incendios.
An-24LR 'Toros' (Ledovyy Razvedchik-Reconocimiento en el hielo)
Por lo menos dos An-24 fueron convertidos para poder llevar el sistema de radar SLAR 'Toros' a ambos lados del fuselaje inferior para el reconocimiento en zonas polares, demarcación de rutas para rompehielos y otras embarcaciones que se movían por el polo norte ruso.
An-24LR 'NIT' 
Un An-24B fue convertido a la versión NIT, en la cual el tren de aterrizaje era sustituido por esquíes para poder aterrizar en zonas de nieve y hielo. Posteriormente, otras versiones del An-24 también fueron equipadas con esquíes, pero fuero de corto uso debido a su mala adaptación a climas extremos del Polo norte ruso. Esta variante fue utilizada únicamente por Aeroflot-Polar.
An-24PRT (Poikovo-spasahtel'nyy Reaktivnyy Trahnsportnyy-Unidad de transporte SAR )
Versión de búsqueda y rescate. Algunas versiones estaban equipadas con esquíes, otras con flotadores y otras con el tren de aterrizaje original del avión. Se construyeron once aviones de esta versión, de los cuales la mayoría fue utilizado por la Fuerza Aérea Soviética, aunque también fueron exportados a diversos países del Bloque Comunista a mediados de los años 80.
An-24PS (Poikovo-Spasahtel'nyy-Primera propuesta SAR)
Un solo avión fue convertido, este modelo fue rechazado y sustituido por el An-24PRT.
An-24RR (Radiotsionnyy Razvedchik-Avión de reconocimiento en zonas radiactivas)
Cuatro aviones fueron convertidos para poder ser usados en zonas de contaminación Nuclear, Biológica o Química. Podía realizar tareas de reconocimiento fotográfico y de medición de la contaminación en el área. Estos aviones originalmente eran An-24B.
An-24RT (Retranslyator-Estación de retransmisión)
Algunos An-24T y An-24RT fueron convertidos en centros de comunicación volantes para las fuerzas que se encontraban en la línea de frente. 
An-24RV (Reaktivnyy V-Impulsado por V)
Versión turbojet de exportación igual que la versión original, pero con 1985 libras de empuje de los motores auxiliares, capacidad que no tenían las versiones anteriores.
An-24ShT (Shtabnoy Trahnsportnyy-Altos rangos/centro de comando)
Una versión táctica totalmente equipada para ser utilizada como centro de comando móvil. Está equipada con todo lo que tiene un centro de mando, dando la capacidad a los altos rangos que van en el avión, de librar una batalla en tierra sin exponerse al enemigo.
An-24T (Trahnsportnyy-Transporte)
(Primer uso) Versión de transporte táctico, fue rechazado debido a su pobre desempeño en las pruebas de aceptación de la Fuerza Aérea Rusa.
An-24T (Trahnsportnyy-Transporte)
(Segundo uso) Versión de transporte táctico con una escotilla de carga ventral, cabrestante de carga y un módulo de tren de aterrizaje extra en la popa.
An-24T 'Troyanda' (Versión ucraniana)
Versión antisubmarina fabricada en Ucrania. Está equipada con sensores para la detección de sonoboyas y sistemas de detección infrarrojos. En esta versión la bodega de carga ha sido utilizada para ubicar todos los equipos necesarios para la ubicación de submarinos y algunos tipos de embarcaciones de superficie.
An-24TV (Trahnsportnyy V-Transporte V)
Versión de carga para la exportación del An-24.
An-24USh (Oochebno-Shtoormanskiy-Aviones para el entrenamiento de navegantes)
Siete An-24B fueron convertidos a la versión USh para el entrenamiento de futuros tripulantes que cumplieran con las tareas de navegantes y operadores de radar. Tenía cinco plazas para entrenadores y cuatro para alumnos, además de la tripulación de la nave.
An-24-I
La versión de exportación inicial del An-24B con capacidad de 50 pasajeros propulsados por motores Ovchenko AI-24A turbohélice de 1902 kW.
An-24-II
Versión de exportación tardía del An-24B de 50 pasajeros, carga y mixtos. Era propulsado por motores Ivchenko SRSLL AI-24T
An-26
De transporte táctico, con rampa de carga trasera.
An-30
Versión de reconocimiento fotográfico y de transporte de tropas.
An-32
Un An-26 con motores muchos más potentes, pero con las mismas capacidades de carga, no así de autonomía, que fue notablemente aumentada.
An-50
Una propuesta de 1960 para remover los motores turbohélice de los An-24 y reemplazarlos por cuatro motores a turbofan Ivchenko AI-25 montados de a dos en las alas, en una disposición similar a los motores del Boeing B-52.
Xian Y7
Aplicación de la ingeniería inversa por parte de la República Popular de China de la familia del An-24.
Xian MA60
Un Y7 con tecnología occidental.

## Operadores

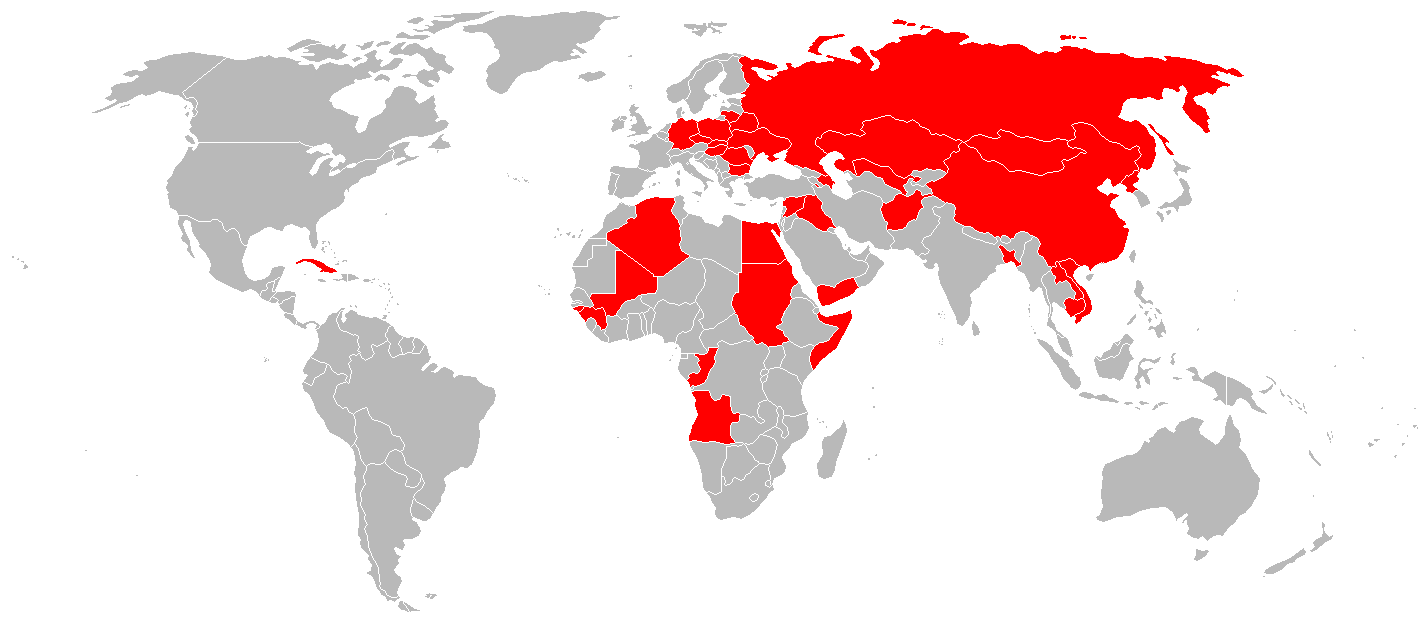
Operadores militares del Antonov An-24..

### Actuales operadores militares
Afganistán
 Argelia
 Angola
 Armenia
 Azerbaiyán
 Bangladés
 Bielorrusia
 Bulgaria
 Camboya
 República Popular China
 República del Congo
 Corea del Norte
 Cuba
 República Checa
 Egipto
 Eslovaquia
 Georgia
 Guinea
 Guinea-Bisáu
 Guinea Ecuatorial
 Hungría
 Irán
 Irak
 Kazajistán
 Laos
 Mali
 Mongolia
 Mozambique
 Polonia
 Perú
 Rusia
 Somalia
 Sudán
 Siria
 Turkmenistán
 Ucrania
 Uzbekistán
 Vietnam
 Yemen

### Operadores civiles

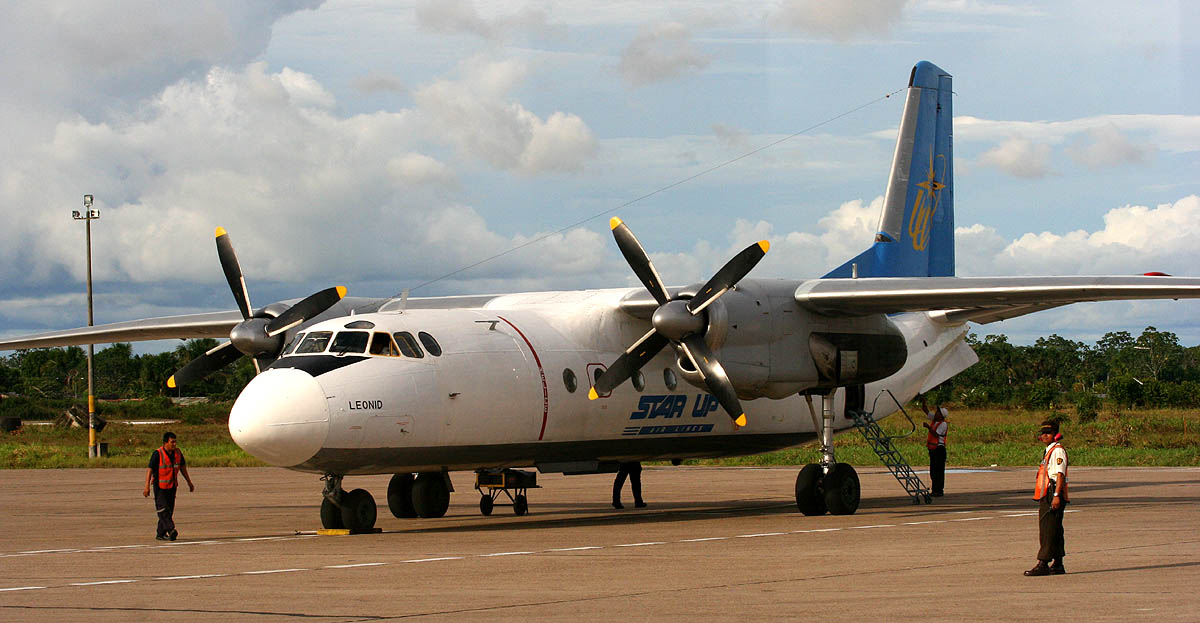
Antonov An-24 bajo el poder de la aerolínea Star Perú en el Aeropuerto Internacional Coronel FAP Francisco Secada Vignetta de Iquitos, Perú (2006).

Para agosto de 2006, había un total de 448 An-24 activos, los mayores usuarios eran: Scat Air, que operaba 20 aparatos y Tomsk Avia, que operaba seis. Además, un gran número de aerolíneas usa en menor escala estos aviones, mayormente estas aerolíneas operan en la CEI o en África.
 Camboya
- PMTair

- President Airlines

- Royal Khmer Airlines

 Corea del Norte
- Air Koryo

 Cuba
- Aero Caribbean

- Cubana de Aviación

 Emiratos Árabes Unidos
- Daallo Airlines (2)

 Kirguistán
- Kyrgyzstan (aerolínea)

 Pakistán
- Askari Aviation

 Perú
- Star Perú

 Rusia
- Aeroflot

- Novosibirsk Air Enterprise

- UTair Aviation

- Yakutia Airlines

 Somalia
- Jubba Airways

 Ucrania
- Motor Sich (compañía aérea) (1)

- Air Urga

- ARP 410 Airlines

- Ukraine National Airlines

- Lugansk Airlines

### Operadores civiles pasados
Afganistán
- Ariana Afghan Airlines

- Pamir Airways

 República Democrática Alemana
- Interflug

 Bielorrusia
- Belavia

 Bulgaria
- Balkan Bulgarian Airlines

 República Popular China
- Administración de Aviación Civil China

- China Southern Airlines

 República del Congo
- Lina Congo

 Cuba
- Cubana de Aviación

 Egipto
- Egyptair

- MisAir

 Filipinas
- Mosphil Aero

 Guinea
- Air Guinee

 Guatemala
- LAMSA

 Irak
- Iraqi Airways

 Kazajistán
- Air Astana

 Líbano
- Lebanese Air Transport

 Mali
- Air Mali

 Mongolia
- MIAT Mongolian Airlines

 Polonia
- LOT Polish Airlines

 Rumania
- TAROM

 Sri Lanka
- Lionair

 Turkmenistán
- Turkmenistan Airlines

 Ucrania
- Aerosvit Airlines

 Unión Soviética
- Aeroflot

 Uzbekistán
- Uzbekistan Airways

## Estado actual
Para el 1 de enero de 2006, un total de 207 aviones de este tipo se encontraban en servicio en la Federación Rusa, de los que 121 operaban servicios civiles de transporte de pasajeros o carga. Entre estos servicios civiles, se encuentra un avión que es utilizado por el equipo de fútbol FC Mordovia. Actualmente, el Gobierno Ruso está haciendo las gestiones para prohibir los vuelos de los An-24 y los Tu-134 debido a que ya están obsoletos y suponen un riesgo para los viajeros que los utilizan. El presidente de la Federación Rusa, Dmitri Medvédev, hizo estas declaraciones tras el accidente del vuelo 9605 de RusAir, en el que se estrelló un Tu-134 matando a 45 personas, y del accidente del vuelo 5007 de Angara Airlines, en el que murieron 7 personas cuando el avión tuvo que acuatizar en el río Ob.

## Usos
El An-24 se utiliza principalmente como transporte de paracaidistas y de materiales ligeros, aunque también existen versiones contra incendios. Tiene una tripulación de cabina de cuatro personas, un piloto, un copiloto, un operador de radio y un navegante. En la versión V, la más común, se pueden acomodar cómodamente a entre 4 y 50 pasajeros. También existen versiones para vuelos largos, en las cuales se disminuye la cantidad de pasajeros por poner una cantidad de camas a bordo del avión, esta versión puede llevar como mucho a 25 pasajeros. El An-24 se caracteriza por su simplicidad de operación y su escasa necesidad de mantenimiento, lo que le ha valido muchos usuarios en países en desarrollo, principalmente en África, Asia Central, Europa Oriental y América Latina. 

### Servicio en Polonia
El avión sirvió en LOT Polish Airlines, cubriendo rutas regionales, y en la Fuerza Aérea Polaca como transporte táctico de tropas y materiales ligeros. El 2 de abril de 1969, un An-24 de LOT Polish Airlines se estrelló contra una montaña, matando a 53 personas. Esta fue la peor catástrofe aérea en Polonia hasta el accidente del Vuelo 005 de LOT Polish Airlines, cuando un Il-62M se estrelló poco después de despegar del Aeropuerto de Varsovia. Años más tarde, otro An-24 de LOT se estrella en Białobrzegi debido a la formación de hielo en sus alas. Esta catástrofe acelero los planes de la aerolínea nacional de Polonia de adquirir aviones occidentales más seguros y modernos. A finales de la década de los 90, todos los An-24 de LOT fueron sustituidos por aviones de fabricación italo-francesa ATR-72 y varios años después también se adquirieron varios ATR-42. Todos los An-24 operativos para servicios civiles en Polonia fueron retirados en el año 2001.

## Especificaciones (An-24V)

### Características generales
- Capacidad: 50 pasajeros
- Longitud: 23,5 m (77,2 ft)
- Envergadura: 29,2 m (95,8 ft)
- Altura: 8,3 m (27,3 ft)
- Superficie alar: 75 m² (807,1 ft²)
- Peso vacío: 13 300 kg (29 313,2 lb)
- Peso máximo al despegue: 21 000 kg (46 284 lb)
- Planta motriz: 2× turbohélice Ivchenko AI-24A.
  - Potencia: 1655 kW (2219 HP; 2250 CV) cada uno.

### Rendimiento
- Alcance: 2440 km (1317 nmi; 1516 mi) 550 km a plena carga.

## Accidentes

### Resumen de accidentes
- Accidentes en los que el avión fue pérdida total: 109

- Otros eventos (secuestros, emergencias, etc): 44

- Víctimas en accidentes: 1742

### Accidentes más recientes
- 29/09/98. Un An-24 de LionAir fue derribado por el grupo rebelde Tigres Tamiles en Sri Lanka, murieron las 55 personas a bordo.

- 04/04/01. Un An-24 de la Fuerza Aérea de Sudán se estrella mientras despegaba.

- 19/01/06. Un An-24 de la Fuerza Aérea Eslovaca se estrella cerca de la frontera de Eslovaquia con Hungría, matando a 42 personas y dejando un solo sobreviviente.

- 04/02/10. Un An-24 de Yakutia Airlines sufrió un incendio en un motor en pleno vuelo. Durante el aterrizaje, la nariz del avión toca el pavimento, causando graves daños estructurales.

- 11/07/11. Un An-24 de Angara Airlines tuvo que acuatizar luego de que en pleno vuelo, el motor derecho explotase. Durante el acuatizaje murieron 5 personas.

### Desarrollos relacionados
- Antonov An-26
- Antonov An-30
- Antonov An-32
- Xian Y-7
- Xian MA60

### Aeronaves similares
- CASA C-207 Azor
- Fokker F27
- NAMC YS-11
- Avro 748
- Handley Page Dart Herald

### Listas relacionadas
- Anexo:Aviones de línea regionales